# Томмазо Савойський
Томмазо Савойський (італ. Tommaso di Savoia-Genova), повне ім'я Томмазо Альберто Вітторіо, ( 6 лютого 1854 — 15 квітня 1931) — сардинський, згодом італійський, принц із Савойської династії, другий герцог Генуї у 1855—1931, адмірал.

## Біографія
Томмазо народився 6 лютого 1854 в Турині, столиці Сардинського королівства. Він був єдиним сином та другою дитиною в родині Фердинандо Марії Савойського та його дружини Єлизавети Саксонської. Мав старшу сестру Маргариту. Батько мав титули принца Каріньяно та герцога Генуї і був молодшим братом правлячого короля Сардинії Віктора Емануїла II. Він помер, коли сину виповнився рік. Матір, ще до закінчення визначеного терміну трауру, вийшла заміж за свого камердинера Нікколо Рапалло. Віктор Емануїл II настільки розлютився, що звелів їй залишити країну і заборонив бачитися з дітьми. Згодом, однак, свої накази відмінив.
1861, в ході Рісорджименто, Сардинське королівство об'єднало під своєю владою майже всі італійські землі і було реорганізоване у Італійське королівство.
Коли Томмазо було чотирнадцять років, його сестра Маргарита пошлюбилася із кронпринцем Умберто, що доводився їм кузеном. За десять років Умберто посів італійський престол, а Маргарита стала королевою.
Юний герцог здобував освіту у лондонській школі Герроу. Займався спортом. З 1879 по 1882 брав участь у навколосвітній подорожі на корветі «Веттор Пізані».
У віці 29 років взяв за дружину 19-річну баварську принцесу Ізабеллу Марію. Весілля відбулося 14 квітня 1883 у палаці Німфенбург у Мюнхені. У подружжя народилося шестеро дітей.
Під час Першої світової у 1915 став лейтенантом країни, коли король Віктор Емануїл III вирішив виїхати на фронт. Посада була майже виключно почесною і не пов'язаною з фактичним управлінням країною. Тим не менш, королівські постанови носили назву лейтенантських і підписувались саме Томмазо. Функції лейтенанта були зняті з нього лише 7 червня 1919 указом №1082.
Томмазо помер 15 квітня 1931 у Турині у віці 77 років. Його поховали у королівському склепі базиліки Суперга. Герцогський титул перейшов до старшого сина Фердинандо.

## Родина
Дружина — Ізабелла Марія Баварська
Діти:
- Фердинандо (1884—1963) — третій герцог Генуї,сенатор, адмірал, одружений із Марією Лігією Ґандольфі, дітей не мав;
- Філіберто (1895—1990) — четвертий герцог Генуї,генерал-майор, сенатор,одружений з Лідією Аренберзькою, дітей не мав;
- Бона Маргарита (1896—1971) — одружена з принцом Баварським Конрадом, мала сина та доньку;
- Адальберто (1898—1982) — герцог Бергамо, італійський генерал, одружений не був і нащадків не залишив;
- Аделаїда (1904—1979) — одружена із Леоне Массімо, принцом Арсолі, герцогом Антіколі-Коррадо, мала шестеро дітей;
- Еудженіо (1906—1996) — п'ятий герцог Генуї, одружений із Лючією Бурбон-Сицилійською, мав єдину доньку.

## Нагороди
- Вищий орден Святого Благовіщення (1872);
- Орден Святих Маврикія та Лазаря (1872);
- Орден Корони Італії (1872).